# 제3차 고노에 내각
제3차 고노에 내각(第3次近衛内閣)은  고노에 후미마로가 제39대 내각총리대신으로 임명되어, 1941년 7월 18일부터 1941년 10월 18일까지 존재한 일본의 내각이다.

## 재직 기간
- 1941년(쇼와 16년) 7월 18일 ~ 1941년(쇼와 16년) 10월 18일
- 재직 일수 : 93일